# Fornetti

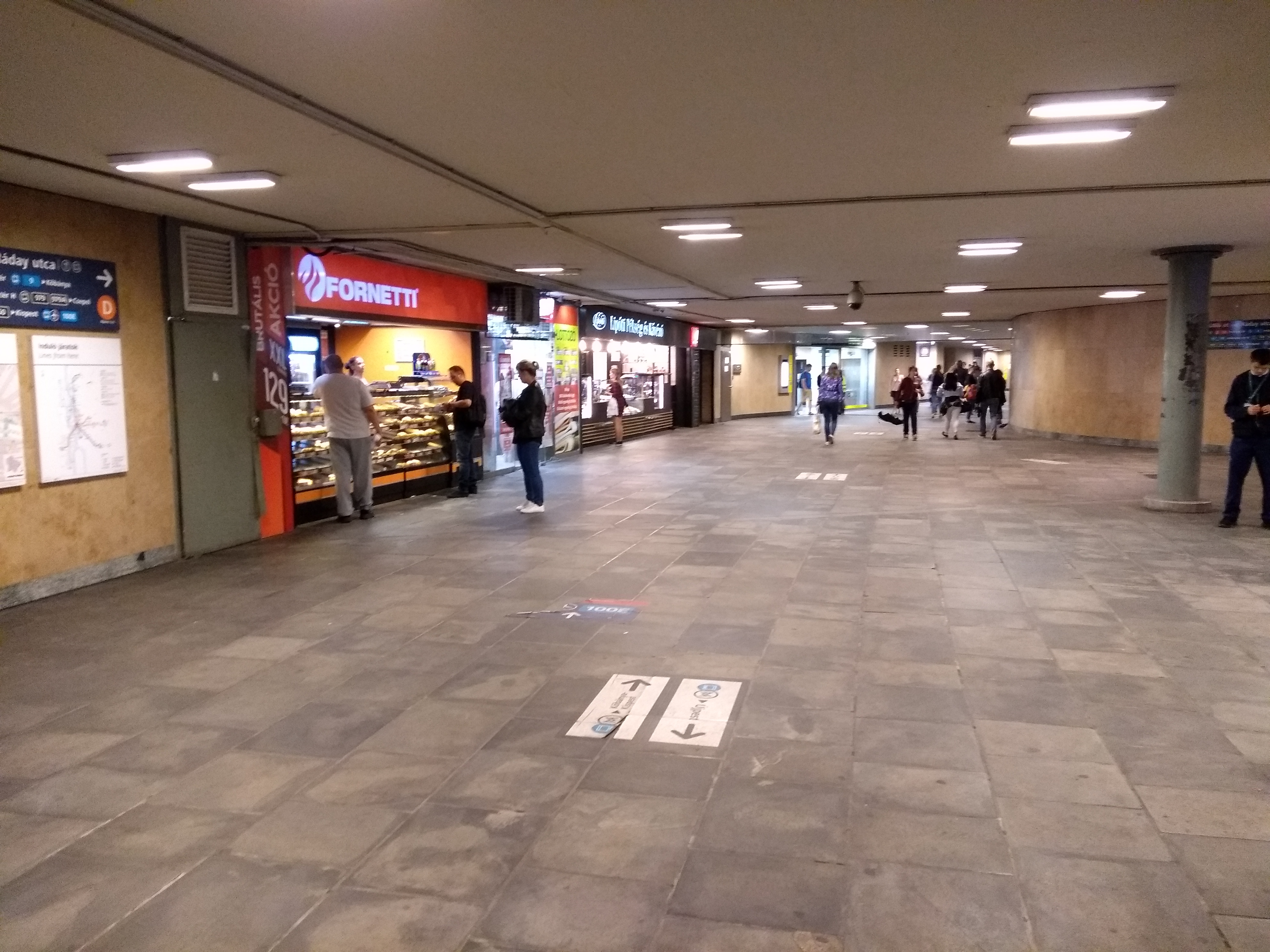
Prodejna Fornetti na Kálvin tér (Budapešť)

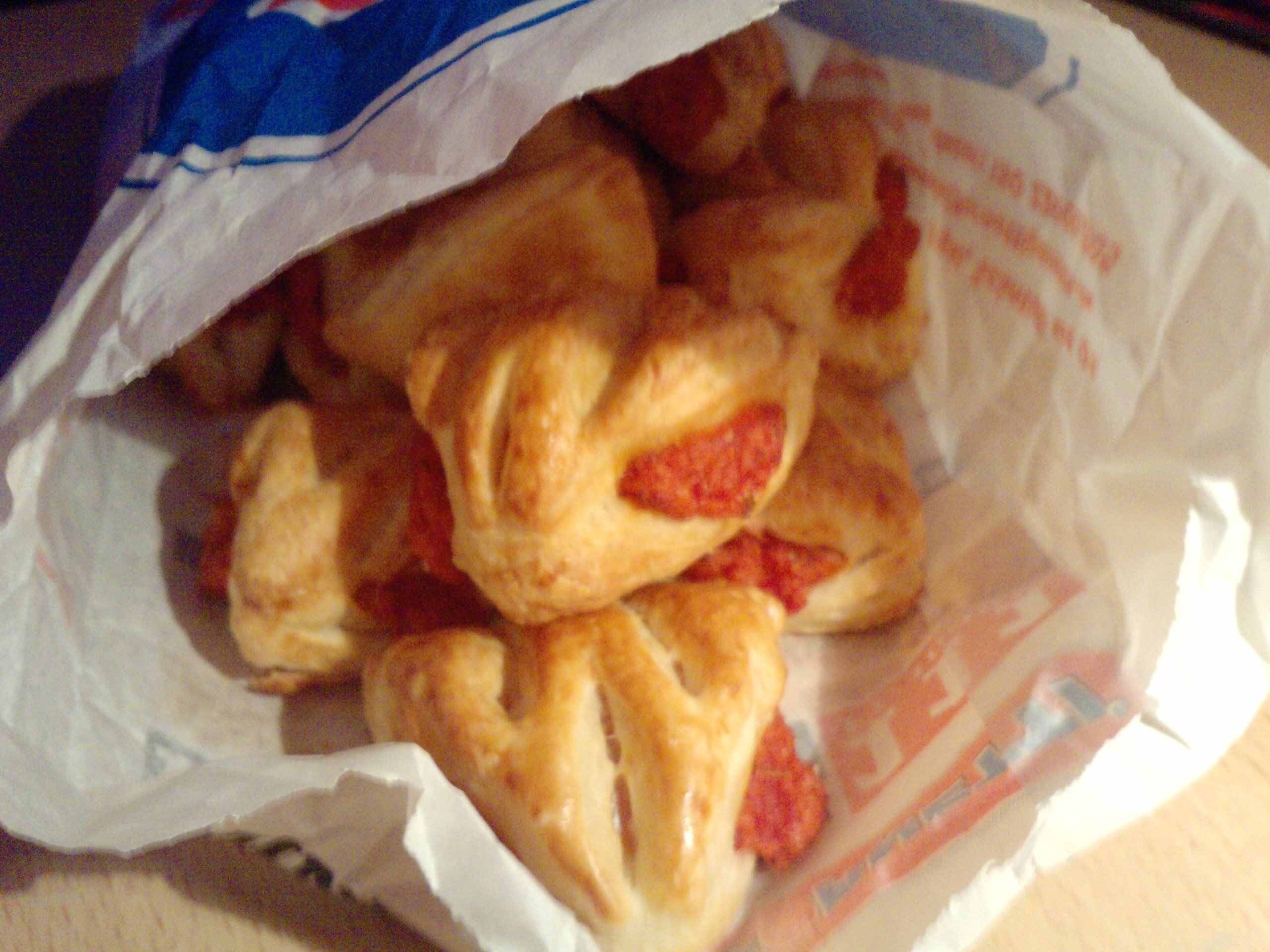
Pizzové fornetti v balíčku

Fornetti je maďarská pekařská společnost založená v roce 1997. Provozuje mezinárodní řetězec prodejen rychlého občerstvení zaměřené na buchtičky ze sladkého a slaného těsta. V Maďarsku má přes 970 zaměstnanců, v Bulharsku a Rumunsku dalších cca 500. Fornetti využívá především metodu franšízingu. Zpravidla se její výrobky prodávají z výdejních oken či pultů, často je lze nalézt na frekventovaných železničních stanicích apod. 
V Česku fungovaly v letech 2000–2015 prodejny Fornetti, které provozovala na bázi franšízy česká společnost Fornetti Bohemia (roku 2015 celkem 150 prodejen). Ta v roce 2015 ukončila využívání licence na značku maďarské firmy a společně se sesterskou společností Fornetti Slovakia založila značku Minit prodávající obdobné výrobky. V roce 2009 bylo v Česku také 17 provozoven konceptu Fornetti Caffé, pro které poskytovala franšízu společnost JPservis, jež měla pro tento koncept smluvně poskytnutou ochrannou známku pro Česko. Jednalo se o kavárny s čerstvým pečivem, které byly umístěny na vlakových nebo autobusových nádražích, a také v obchodních centrech.